# Nerpio (kommun)
Nerpio är en kommun i Spanien.   Den ligger i provinsen Provincia de Albacete och regionen Kastilien-La Mancha, i den sydöstra delen av landet, 280 km söder om huvudstaden Madrid. Antalet invånare är 1 478.